# Řády, vyznamenání a medaile Argentiny

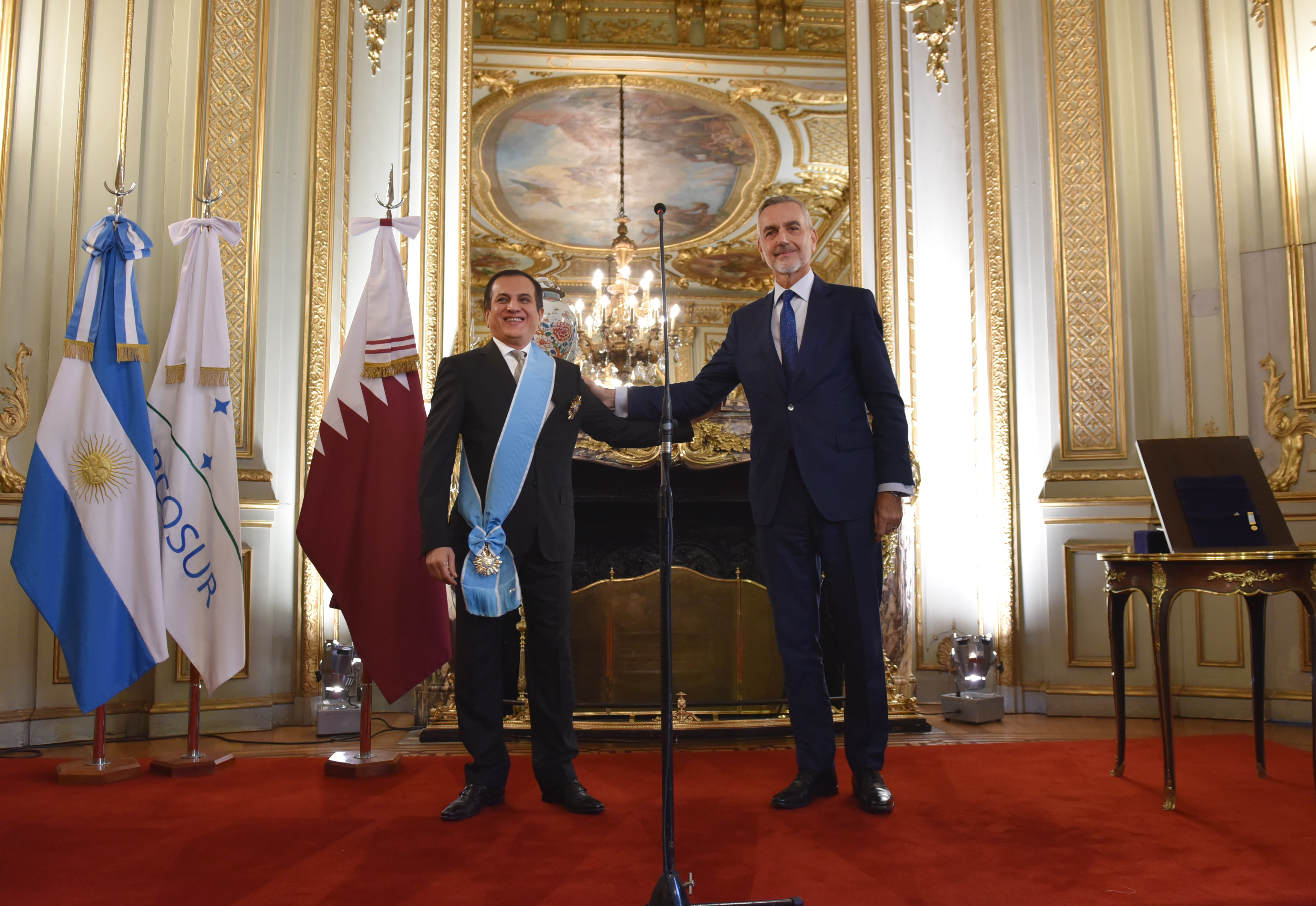
Velkokříž Řádu osvoboditele generála San Martína

Státní vyznamenání Argentiny zahrnují následující řády a medaile:

## Seznam vyznamenání
- Řád osvoboditele generála San Martína (Orden del Libertador General San Martín) byl založen 17. srpna 1943. Udílen je výhradně cizím státním příslušníkům za zásluhy o Argentinu či jako diplomatický řád.[1]
- Květnový řád byl založen 17. prosince 1957. Udílen je občanům Argentiny i cizím státním příslušníkům za přínos o rozvoj státu, za přínos pro kultur a blahobyt a za rozšiřování míru a solidarity.[2]
- Argentinská národní medaile za hrdinskou statečnost v boji (La Nación Argentina al Heróico Valor en Combate) byl založena 15. června 1982.[3][4]
- Medaile za statečnost v boji (Medalla "La Nación Argentina al Valor en Combate) byl založen v roce 1982.
- Medaile za Malvínskou kampaň 1982 (Medalla "El Honorable Congreso a los Combatientes en Malvinas") byla založena 30. září 1984.[5]
- Medaile Zabit v boji (Medalla "La Nación Argentina al Muerto en Combate") byl založen 15. března 1983. Vyznamenání je udíleno příbuzným argentinských příslušníků ozbrojených sil, kteří zemřeli v boji při významných činech při obraně Argentiny.[6]
- Medaile za zranění v boji (Medalla "La Nación Argentina al Herido en Combate) byla založena 15. března 1983. Udílen je příslušníkům armády, bezpečnostních složek a policie za zranění během hrdinské akce v boji při obraně Argentiny.[7]
- Argentinská armádní vojenská záslužná medaile (Medalla "El Ejército Argentino al Merito Militar) byla založena 6. května 1977.[8]
- Medaile argentinské armády za úsilí a obětavost (Medalla "El Ejército Argentino al Esfuerzo y Abnegación) byl založen 6. května 1977. Udílen je příslušníkům ozbrojených sil za mimořádnou obětavost nebo za nezištnou obětavost pro dobro svých spolubojovníků.[9]
- Argentinská armádní medaile za zranění (Medalla "El Ejército Argentino al Herido en Combate)
- Medaile vděčnosti za Malvínskou kampaň